# 103 Piscium
103 Piscium är en gul stjärna som ligger i Fiskarnas stjärnbild.
103 Piscium har visuell magnitud +6,79 och kräver fältkikare för att observeras. Stjärnan befinner sig på ett avstånd av ungefär 580 ljusår.